# Марта Джефферсон Рендольф
Марта Вашингтон Джефферсон Рендольф (англ. Martha Washington Jefferson Randolph, 27 вересня 1772 — 10 жовтня 1836) — дочка Томаса Джефферсона, третього президента США, і його дружини Марти Вейлз Скелтон Джефферсон. Народилася в Монтічелло, поблизу Шарлотсвіла, Вірджинія і була названа на честь своєї матері і Марти Вашингтон, дружини Джорджа Вашингтона. Її називали «Петс». Вона розглядається як Перша леді США через те, що її батько був удівцем. Виконувала обов'язки з 4 березня 1801 року до 4 березня 1809 року. Мала репутацію інтелектуалки.

## Особисте та громадське життя
У подружжя Джефферсонів було шестеро дітей, четверо з яких померли в дитячому віці. Дорослого віку досягнули лише дві доньки: Марта (лагідно — Петсі) та Мері.
Марта була надзвичайно віддана своєму батькові. З 12 до 17 років вона жила в Парижі, коли її батько був послом США у Франції. У 1790 році Марта вийшла заміж за Томаса Менна Рендольфа молодшого, який був губернатором Вірджинії з 1819 до 1822 року. У них було дванадцять дітей.
Виховувала дітей вдома і, будучи заклопотана сім'єю, тільки кілька разів з'явилася в Білому домі в 1802 році, разом з сестрою в 1803 році і протягом зими 1805-06. Після виходу на пенсію Томаса Джефферсона вона присвятила більшу частину свого життя турботі про нього. Він описав її як «заповітного супутника молодості і медсестру старості», а незадовго до своєї смерті зазначив, що «останньою тортурою його життя було розставання з нею».
Вона успадкувала Монтічелло від свого батька в 1826 році. Хоча Томас Джефферсон народився в одній із найбагатших родин США, після своєї смерті він лишив по собі багато боргів, і його майно продали на аукціоні. Таким чином, 552 акри (223 га) землі Джефферсона 1831 року придбали за 7000 доларів.